# Энергетика Санкт-Петербурга
Энергетика Санкт-Петербурга — сектор экономики региона, обеспечивающий производство, транспортировку и сбыт электрической и тепловой энергии. По состоянию на начало 2021 года, на территории Санкт-Петербурга эксплуатировались 15 тепловых электростанций общей мощностью 4532,8 МВт. В 2020 году они произвели 20 063 млн кВт·ч электроэнергии.

## История
Первые опыты с электрическим освещением в Санкт-Петербурге относятся к 1850 году, когда на надвратной башне Адмиралтейства был установлен фонарь с электрической дугой. К 1873 году относятся первые эксперименты с уличным электрическим освещением с использованием ламп накаливания Лодыгина. С 1879 года начинается активное применение для освещения дуговых ламп Яблочкова, которые были установлены на Дворцовом и Литейном мостах, на Гостином дворе, ряде заводов и т. п. В 1883 году усилиями Карла Сименса электрическое освещение было установлено на Невском проспекте, электроэнергию для него вырабатывали две электростанции: одна из них, мощностью 35 кВт, была смонтирована на деревянной барже, располагавшейся на Мойке у Полицейского моста, вторая была построена вблизи Казанского собора. Эти энергоустановки, вырабатывавшие постоянный ток, стали первыми электростанциями общего пользования Санкт-Петербурга, использовавшимися не только для уличного освещения, но и подключавших других пользователей. Помимо этого, активно создавались локальные электростанции для обеспечения электроэнергией отдельных предприятий, учреждений, частных домов и т. п., в частности в 1885—1886 годах при помощи одной из крупнейших для своего времени электростанций было организовано электрическое освещение Зимнего дворца.
В 1894 году на Васильевском острове инженером Н. В. Смирновым была введена в эксплуатацию крупнейшая и наиболее эффективная на тот момент в городе Центральная электрическая станция мощностью 800 кВт, оборудованная четырьмя паровыми машинами. В отличие от более ранних энергоустановок, станция вырабатывала переменный ток. В 1896 году под руководством инженеров В. Н. Чиколева и Р. Э. Классона на реке Охте была построена Охтинская гидроэлектростанция мощностью 300 кВт, использовавшаяся для электроснабжения Охтинского порохового завода. Охтинская ГЭС стала одной из первых гидроэлектростанций России.
В 1896 году были заключены контракты на строительство новых крупных электростанций общего пользования сразу с тремя фирмами. Первой из них 27 апреля 1897 года дала ток электростанция Акционерного общества «Гелиос» (ныне ЭС-2 Центральной ТЭЦ). Первоначально мощность станции составляла 5,25 МВт, на ней были установлены 11 паровых котлов и 7 паровых машин. К 1914 году мощность станции возросла до 12,25 МВт. 22 мая 1898 года заработала электростанция «Бельгийского Анонимного Общества электрического освещения» (впоследствии ЭС-3 Центральной ТЭЦ), изначальной мощностью 350 кВт, но станция неоднократно расширялась и к 1914 году имела мощность около 18 МВт, а её оборудование включало 13 котлов, 10 паровых машин и 6 паровых турбин. 16 ноября 1898 года была пущена электростанция «Общества электрического освещения 1886 года» (ныне ЭС-1 Центральной ТЭЦ). На момент пуска она имела мощность 4,2 МВт, на ней были установлены четыре паровых котла и шесть паровых машин. Электростанция неоднократно расширялась и к 1916 году ее мощность достигла 49 МВт, а оборудование включало девять паровых турбин и восемь паровых машин. В 1907 году для нужд санкт-петербургского трамвая была построена Трамвайная электростанция (ныне ТЭЦ ЦКТИ) мощностью 4,4 МВт. Все электростанции работали изолированно, на собственные сети.
В 1917—1918 годах электростанции Санкт-Петербурга были национализированы. В 1921 году ГЭС-1 (бывшая электростанция «Общества электрического освещения 1886 года») была переведена на параллельную работу с ГЭС-4 (бывшая Трамвайная электростанция), вскоре к ним были присоединены и остальные крупные электростанции города. Все электростанции объединяются под началом Объединения Государственных электростанций (позднее — трест «Электроток»). В 1922 году в соответствии с планом ГОЭЛРО вводится в эксплуатацию электростанция «Уткина Заводь» (позднее ГЭС-5, ТЭЦ-5 «Красный Октябрь», ныне Правобережная ТЭЦ), строительство которой было начато ещё в 1914 году. Изначально мощность станции составляла 10 МВт, в 1926 году она была увеличена до 20 МВт. В том же 1926 году в Ленинград начинает поступать электроэнергия Волховской ГЭС. В 1924 году с ввода в работу первой тепломагистрали от ГЭС-3 начинается развитие в городе централизованного теплоснабжения.
В 1931 году на базе треста «Электроток» образуется Районное энергетическое управление (РЭУ) «Ленэнерго». В 1932 году была введена в эксплуатацию ГЭС-7 (ныне — Василеостровская ТЭЦ). Помимо строительства новых электростанций, активно модернизировались существующие: мощность ГЭС-2 после двух модернизаций к 1941 году достигла 92 МВт, мощность ГЭС-1 к 1927 году возросла до 68 МВт, мощность ГЭС-5 была увеличена до 111 МВт. По состоянию на 1941 год в «Ленэнерго» (объединявшем энергообъекты Ленинграда и Ленинградской области) входили 6 тепловых электростанций и 3 гидроэлектростанции общей мощностью 758,5 МВт, вырабатывавших более 30 млн кВт·ч в год.
В годы Великой Отечественной войны Ленинград оказался в блокаде. Энергетика города работала в крайне тяжёлых условиях, под постоянными артобстрелами и бомбардировками, в условиях жесточайшего дефицита топлива. Самым тяжёлым днем энергосистемы города стал 25 января 1942 года, когда из всех электростанций работала только ГЭС-1 с мощностью всего 3 МВт, электроэнергия которой подавалась только в Смольный, на хлебозавод и в госпиталь. Ситуация несколько облегчается с 23 сентября 1942 года, когда в Ленинград начинает поступать электроэнергия Волховской ГЭС по «кабелю жизни», проложенному по дну Ладожского озера.
После завершения войны Ленинградская энергосистема была в короткие сроки восстановлена, и уже к 1950 году её мощность превышала довоенную на 16 %. В 1954 году была введена в эксплуатацию Выборгская ТЭЦ, начатая строительством в 1939 году как электростанция Ленинградского металлического завода, в 1956 году заработала Автовская ТЭЦ, в 1957 году — Первомайская ТЭЦ. Позднее все эти электростанции неоднократно расширялись со значительным увеличением их мощности. Также в 1950-х годах была реконструирована с увеличением мощности Василеостровская ТЭЦ.
С 1960 года начинается перевод электростанций Ленинграда с угля и мазута на природный газ. Также в 1960-е годы на ГЭС-1 была введена в эксплуатацию первая в СССР экспериментальная парогазовая установка. В 1965 году с созданием объединённой энергосистемы Северо-Запада и её объединением с энергосистемой Центра электроэнергетический комплекс Ленинграда входит в состав формирующейся Единой энергосистемы СССР. В 1978 году вводится в эксплуатацию Южная ТЭЦ, крупнейшая электростанция города, которая сначала вырабатывает только тепло, а с 1981 года — и электроэнергию.
В 2000 году начинает работу первая в России парогазовая теплоэлектроцентраль — Северо-Западная ТЭЦ. В 2010—2011 годах введены в эксплуатацию два парогазовых энергоблока Первомайской ТЭЦ, в 2011 году — энергоблок Южной ТЭЦ и в 2012 году — энергоблок Правобережной ТЭЦ. В 2011 году была пущена Юго-Западная ТЭЦ, в 2013 году — Новоколпинская ТЭЦ. В 2016 году пущены газотурбинные установки на ЭС-1 Центральной ТЭЦ. Одновременно с этим выводилось из эксплуатации устаревшее и изношенное оборудование ЭС-1 и ЭС-2 Центральной ТЭЦ, Правобережной ТЭЦ, Первомайской ТЭЦ, была полностью остановлена и переоборудована в насосно-перекачивающую станцию ЭС-3 Центральной ТЭЦ.

## Генерация электроэнергии
По состоянию на начало 2021 года, на территории Санкт-Петербурга эксплуатировались 15 тепловых электростанций общей мощностью 4532,8 МВт — Центральная ТЭЦ, Правобережная ТЭЦ, Василеостровская ТЭЦ, Первомайская ТЭЦ, Автовская ТЭЦ, Выборгская ТЭЦ, Южная ТЭЦ, Северо-Западная ТЭЦ, Юго-Западная ТЭЦ, Новоколпинская ТЭЦ, ТЭЦ ГКО, ТЭЦ ЦКТИ, ГТ ТЭС завода «Балтика-Санкт-Петербург», ЭС котельной «Приморская», ЭС котельной «Парнас-4». Все электростанции в качестве топлива используют природный газ.

### Центральная ТЭЦ
Обеспечивает энергоснабжение центральной части Санкт-Петербурга. Фактически представляет собой две независимые электростанции, расположенные на различных площадках и организационно объединённые в одно предприятие. Фактическая выработка электроэнергии в 2020 году — 447,9 млн кВт·ч. Принадлежит ПАО «ТГК-1».
- ЭС-1 Центральной ТЭЦ представляет собой газотурбинную теплоэлектроцентраль (ГТУ-ТЭЦ) с водогрейной котельной. Эксплуатируемые в настоящее время турбоагрегаты введены в эксплуатацию в 2016 году, при этом сама станция работает с 1898 года, являясь одной из старейших электростанций России. Установленная электрическая мощность станции — 100 МВт, тепловая мощность — 654 Гкал/час. Оборудование станции включает в себя две газотурбинные установки мощностью по 50 МВт, два котла-утилизатора, шесть котлоагрегатов и четыре водогрейных котла[1][2][30].
- ЭС-2 Центральной ТЭЦ представляет собой паротурбинную теплоэлектроцентраль (фактически — водогрейную котельную с попутной выработкой электроэнергии). Эксплуатируемый в настоящее время турбоагрегат введен в эксплуатацию в 1950 году, при этом сама станция работает с 1897 года, являясь старейшей ныне действующей электростанцией Санкт-Петербурга и одной из старейших электростанций России. Установленная электрическая мощность станции — 23 МВт, тепловая мощность — 756 Гкал/час. Оборудование станции включает в себя один турбоагрегат, пять котлоагрегатов и пять водогрейных котлов[1][2][30].

### Правобережная ТЭЦ
Также известна как ТЭЦ-5. Обеспечивает энергоснабжение Невского и Красногвардейского районов Санкт-Петербурга. Электростанция смешанной конструкции, состоит из паротурбинного энергоблока и парогазового энергоблока. Эксплуатируемые в настоящее время турбоагрегаты введены в эксплуатацию в 2006—2012 годах, при этом сама станция работает с 1922 года. Установленная электрическая мощность станции — 643 МВт, тепловая мощность — 1303 Гкал/час, фактическая выработка электроэнергии в 2020 году — 2797,9 млн кВт·ч . Оборудование паротурбинного энергоблока включает в себя один турбоагрегат мощностью 180 МВт и один котлоагрегат. Парогазовый энергоблок состоит из двух газотурбинных установок мощностью по 158 МВт, паротурбинного турбоагрегата мощностью 147 МВт и двух котлов-утилизаторов. Также на станции установлены два паровых котла и восемь водогрейных котлов. Принадлежит ПАО «ТГК-1».

### Василеостровская ТЭЦ
Также известна как ТЭЦ-7. Обеспечивает энергоснабжение Василеостровского района Санкт-Петербурга. Паротурбинная теплоэлектроцентраль. Эксплуатируемые в настоящее время турбоагрегаты введены в эксплуатацию в 1962—2009 годах, при этом сама станция работает с 1932 года. Установленная электрическая мощность станции —135 МВт, тепловая мощность — 1113 Гкал/час, фактическая выработка электроэнергии в 2020 году — 620 млн кВт·ч . Оборудование станции включает в себя три турбоагрегата мощностью 25 МВт, 50 МВт и 60 МВт, шесть котлоагрегатов и пять водогрейных котлов. Принадлежит ПАО «ТГК-1».

### Первомайская ТЭЦ
Также известна как ТЭЦ-14. Обеспечивает энергоснабжение юго-западной части Санкт-Петербурга (Адмиралтейского, Кировского и Красносельского районов). Парогазовая теплоэлектроцентраль. Эксплуатируемые в настоящее время турбоагрегаты введены в эксплуатацию в 2010—2011 годах, при этом сама станция работает с 1957 года. Установленная электрическая мощность станции — 360 МВт, тепловая мощность — 928 Гкал/час, фактическая выработка электроэнергии в 2020 году — 1838,9 млн кВт·ч . Оборудование станции скомпоновано в два энергоблока. Первый из них включает две газотурбинные установки мощностью по 65 МВт, паротурбинный турбоагрегат мощностью 50 МВт и два котла-утилизатора. Второй энергоблок включает две газотурбинные установки мощностью по 66,5 МВт, паротурбинный турбоагрегат мощностью 50 МВт и два котла-утилизатора. Также на станции установлены три паровых котла и пять водогрейных котлов. Принадлежит ПАО «ТГК-1».

### Автовская ТЭЦ
Также известна как ТЭЦ-15. Обеспечивает энергоснабжение Адмиралтейского, Московского, Кировского и Красносельского районов Санкт-Петербурга. Паротурбинная теплоэлектроцентраль. Турбоагрегаты станции введены в эксплуатацию в 1956—1974 годах. Установленная электрическая мощность станции —279 МВт, тепловая мощность — 1778 Гкал/час, фактическая выработка электроэнергии в 2020 году — 949,9 млн кВт·ч. Оборудование станции включает в себя пять турбоагрегатов, один мощностью 22 МВт, два — по 30 МВт, один — 97 МВт и один — 100 МВт, семь котлоагрегатов и семь водогрейных котлов. Принадлежит ПАО «ТГК-1».

### Выборгская ТЭЦ
Также известна как ТЭЦ-17. Обеспечивает энергоснабжение Калининского, Выборгского и частично Красногвардейского районов Санкт-Петербурга. Паротурбинная теплоэлектроцентраль. Турбоагрегаты станции введены в эксплуатацию в 1959—1969 годах, при этом сама станция эксплуатируется с 1954 года. Установленная электрическая мощность станции — 250,5 МВт, тепловая мощность — 1056 Гкал/час, фактическая выработка электроэнергии в 2020 году — 761,5 млн кВт·ч. Оборудование станции включает в себя три турбоагрегата, мощностью 27,5 МВт, 100 МВт и 123 МВт, шесть котлоагрегатов и четыре водогрейных котла. Принадлежит ПАО «ТГК-1».

### Южная ТЭЦ
Также известна как ТЭЦ-22. Обеспечивает энергоснабжение Московского, Фрунзенского и Невского районов Санкт-Петербурга. Крупнейшая электростанция региона. Электростанция смешанной конструкции, состоит из трёх паротурбинных энергоблоков и парогазового энергоблока. Турбоагрегаты станции введены в эксплуатацию в 1981—2011 годах. Установленная электрическая мощность станции — 1207 МВт, тепловая мощность — 2353 Гкал/час, фактическая выработка электроэнергии в 2020 году — 3896,7 млн кВт·ч. Оборудование каждого паротурбинного энергоблока включает в себя один турбоагрегат мощностью 250 МВт и один котлоагрегат. Парогазовый энергоблок состоит из двух газотурбинных установок мощностью по 156 МВт, паротурбинного турбоагрегата мощностью 145 МВт и двух котлов-утилизаторов. Также на станции установлены три паровых котла и шесть водогрейных котлов. Принадлежит ПАО «ТГК-1».

### Северо-Западная ТЭЦ
Обеспечивает энергоснабжение Приморского района Санкт-Петербурга. Парогазовая теплоэлектроцентраль. Турбоагрегаты станции введены в эксплуатацию в 2000—2006 годах. Установленная электрическая мощность станции — 900 МВт, тепловая мощность — 700 Гкал/час, фактическая выработка электроэнергии в 2020 году — 4866,7 млн кВт·ч . Оборудование станции скомпоновано в два энергоблока. Каждый из них включает в себя две газотурбинные установки мощностью по 150 МВт, паротурбинную установку мощностью 150 МВт и два котла-утилизатора. Принадлежит АО «ИнтерРАО-Электрогенерация».

### Юго-Западная ТЭЦ
Обеспечивает энергоснабжение Красносельского района Санкт-Петербурга. Парогазовая теплоэлектроцентраль. Турбоагрегаты станции введены в эксплуатацию в 2011—2016 годах. Установленная электрическая мощность станции — 460 МВт, тепловая мощность — 470 Гкал/час, фактическая выработка электроэнергии в 2020 году — 2856,4 млн кВт·ч . Оборудование станции скомпоновано в два энергоблока. Первый энергоблок включает в себя две газотурбинные установки мощностью по 65 МВт, паротурбинную установку мощностью 55 МВт и два котла-утилизатора. Второй энергоблок включает в себя три газотурбинные установки мощностью по 65 МВт, паротурбинную установку мощностью 105 МВт и три котла-утилизатора. Также имеется два водогрейных котла. Принадлежит АО «Юго-Западная ТЭЦ».

### Новоколпинская ТЭЦ
Также известна как ГСР ТЭЦ. Обеспечивает энергоснабжение г. Колпино. Парогазовая теплоэлектроцентраль, созданная на базе водогрейной котельной. Турбоагрегаты станции введены в эксплуатацию в 2013 году. Установленная электрическая мощность станции — 104,3 МВт, тепловая мощность — 626,7 Гкал/час, фактическая выработка электроэнергии в 2020 году — 768,3 млн кВт·ч . Оборудование станции скомпоновано в один энергоблок, включающий в себя газотурбинную установку, паротурбинную установку и котёл-утилизатор. Также имеется семь водогрейных котлов. Принадлежит АО «ГСР ТЭЦ».

### ТЭЦ ГКО
Также известна как Блок-станция 1 Завода «Большевик» (БТЭЦ-1). Обеспечивает энергоснабжение Обуховского завода и Невского района Санкт-Петербурга. Паротурбинная теплоэлектроцентраль. Турбоагрегаты станции введены в эксплуатацию в 1951—1969 годах. Установленная электрическая мощность станции — 24,9 МВт, тепловая мощность — 285 Гкал/час, фактическая выработка электроэнергии в 2020 году — 90 млн кВт·ч . Оборудование станции включает в себя два турбоагрегата мощность 12 МВт и 12,9 МВт, а также четыре котлоагрегата. Принадлежит ООО «ГКО».

### ТЭЦ ЦКТИ
Является экспериментальной базой Центрального котлотурбинного института имени Н. И. Ползунова, а также обеспечивает энергоснабжение Центрального и Невского районов Санкт-Петербурга. Паротурбинная теплоэлектроцентраль. Турбоагрегаты станции введены в эксплуатацию в 1959—1969 годах, при этом сама станция эксплуатируется с 1907 года. Установленная электрическая мощность станции — 18 МВт, тепловая мощность — 236,9 Гкал/час, фактическая выработка электроэнергии в 2020 году — 64 млн кВт·ч . Оборудование станции включает в себя три турбоагрегата мощностью по 6 МВт, семь котлоагрегатов и один водогрейный котёл. Принадлежит ОАО «НПО ЦКТИ».

### Электростанции предприятий
В Санкт-Петербурге имеются три электростанции предприятий (блок-станции), подключённые к энергосистеме города:.
- ГТ ТЭС завода «Балтика-Санкт-Петербург» — введена в эксплуатацию в 2003 году. Газотурбинная электростанция. Установленная электрическая мощность станции — 7,1 МВт, фактическая выработка электроэнергии в 2020 году — 58,7 млн кВт·ч. Принадлежит ООО «Пивоваренная компания Балтика»;
- ЭС котельной «Приморская» — введена в эксплуатацию в 2008 году. Паротурбинная электростанция. Установленная электрическая мощность станции — 7 МВт, фактическая выработка электроэнергии в 2020 году — 23,1 млн кВт·ч. Оборудование станции включает два турбоагрегата. Принадлежит ГУП «ТЭК СПб»;
- ЭС котельной «Парнас-4» — введена в эксплуатацию в 2013 году. Паротурбинная электростанция. Установленная электрическая мощность станции — 14 МВт, фактическая выработка электроэнергии в 2020 году — 23,3 млн кВт·ч. Оборудование станции включает четыре турбоагрегата. Принадлежит ГУП «ТЭК СПб».

## Потребление электроэнергии
Потребление электроэнергии в Санкт-Петербурге (с учётом потребления на собственные нужды электростанций и потерь в сетях) в 2020 году составило 23 831 млн кВт·ч, максимум нагрузки — 3831 МВт. Таким образом, Санкт-Петербург является энергодефицитным регионом по электроэнергии и энергоизбыточным по мощности. Функции гарантирующего поставщика электроэнергии выполняет АО «Петербургская сбытовая компания».

## Электросетевой комплекс
Энергосистема Санкт-Петербурга входит в ЕЭС России, являясь частью Объединённой энергосистемы Северо-Запада, находится в операционной зоне филиала АО «СО ЕЭС» — «Региональное диспетчерское управление энергосистемы Санкт-Петербурга и Ленинградской области» (Ленинградское РДУ).
Общая протяженность линий электропередачи напряжением 110—330 кВ составляет 1580,2 км, в том числе линий электропередачи напряжением 330 кВ — 240 км, 220 кВ — 130,9 км, 110 кВ — 1209,3 км, причём значительная часть электрических сетей выполнена в кабельном исполнении. Магистральные линии электропередачи напряжением 220—330 кВ эксплуатируются филиалом ПАО «ФСК ЕЭС» — МЭС Северо-Запада, распределительные сети напряжением 110 кВ и менее — ПАО «Россети Ленэнерго» (в основном) и территориальными сетевыми организациями.

## Теплоснабжение
Теплоснабжение в Санкт-Петербурге осуществляет в общей сложности 1685 источников, включая 13 теплоэлектроцентралей (в том числе Северную ТЭЦ, расположенную на территории Ленинградской области), а также большое количество котельных. Общая тепловая мощность источников теплоснабжения, расположенных на территории Санкт-Петербурга, составляет 29 613 Гкал/ч, в том числе ТЭЦ — 12 260 Гкал/ч. Общая протяжённость тепловых сетей — 4833 км.